# Abdulla Kafin
Abdulla Hussain Abdulla Haidar Kafin (arabisch عبدالله كفين; * 10. Juni 1999) ist ein Skirennläufer aus den Vereinigten Arabischen Emiraten. Er startet hauptsächlich im Slalom.

## Karriere
Kafin gab sein internationales Renndebüt am 6. November 2022 bei einem Rennen der FIS Entry League in der Ski Dubai Skihalle. Es waren dies die ersten FIS-Wettkämpfe, die in den Vereinigten Arabischen Emiraten ausgetragen wurden, nachdem das Land im Vorjahr offiziell in den Internationalen Skiverband aufgenommen worden war.
Weniger Monate später nahm Kafin gemeinsam mit seinem Mannschaftskollegen Hassan Al Fardan als erste Skirennläufer aus den Vereinigten Arabischen Emiraten an einer Alpinen Skiweltmeisterschaft teil. Bei den Wettkämpfen in Courchevel bzw. Méribel schieden beide jedoch bereits im Qualifikationsrennen für den Slalom aus und verpassten so den Start im Hauptbewerb.

## Erfolge

### Weltmeisterschaften
- Courchevel/Méribel 2023: DNQ Slalom